# Мартін Даннекер
Мартін Даннекер (народився в 1942 році в Оберндорфі-на-Неккарі) — німецький сексолог і письменник.
Даннекер народився в Оберндорфі-на-Неккарі. Після закінчення школи він спочатку зайнявся промисловою роздрібною торгівлею, а пізніше навчався на актора в театральній школі в Штутгарті. У цей час Даннекер зробив камінг-аут і почав читати літературу про гомосексуальність. У 1966 році Даннекер переїхав до Франкфурта-на-Майні, де вступив до університету з акцентом на філософію, соціологію та психологію. У 1974 році він і психоаналітик Реймут Райхе опублікували «Звичайний гомосексуаліст», широкомасштабне емпіричне дослідження німецьких гомосексуалів.
Даннекер співпрацював із режисером Розою фон Праунгайм над фільмом Збочений не сам гомосексуаліст, а ситуація, в якій він живе. Прем'єра цього фільму відбулася на телебаченні WDR у 1972 році, і багато хто вважає це започаткуванням сучасного німецького руху за права геїв.
З 1977 по 2005 рік Даннекер працював в Інституті сексології, розташованому в клініці Франкфуртського університету, де він пропонував курси з сексуального консультування, а також гомосексуальністі та кіно. Він є автором численних статей і книг про гомосексуальність, ВІЛ/СНІД і сексуальну орієнтацію. Він також брав участь у семінарах і конференціях на тему кіно та ЛГБТ. У 2005 році Даннекер вийшов на пенсію та переїхав із Франкфурта до Берліна.
Даннекер є членом ради директорів організації Queer Nations eV. Разом із Гюнтером Шмідтом і Фолькмаром Сігушем він є редактором Внески в дослідження сексу, який публікується у Психосоціальному видавництві. Він продовжує проводити семінари з сексуального консультування, зокрема в Австрії.

## Роботи
- Гей-імпульси — гей-рухи, Берлін: Verlag Rosa Winkel, c 1985.
- Der Homosexuelle und die Homosexualität, Frankfurt am Main: Europäische Verlagsanstalt, 1986.
- Драма сексуальності, Франкфурт-на-Майні: Athenäum, 1987.
- Тіло та його мови, Франкфурт-на-Майні: Athenäum, 1989.
- Гомосексуали та СНІД, — Штутгарт: Kohlhammer Verlag, 1990.
- Чоловік-гомосексуал під знаком СНІДу, Hamburg: Кляйн, 1991.
- Драма сексуальності, Гамбург: європ. Verl. -Анст. , 1992.
- В основному гомосексуал, Гамбург: MännerschwarmSkript-Verl. , 1997.
- Сексуальність і суспільство, Франкфурт-на-Майні: Campus-Verl. , 2000.
- 100 років «Трьом трактатам теорії сексу» Фрейда, Гісен: Psychosozial-Verl. , 2005.
- Триваючі втручання. Нариси, лекції та промови про ВІЛ та СНІД за чотири десятиліття, Гамбург: Männerschwarm-Verl. , 2019 рік.